# Rīgas vagonbūves rūpnīca
Rīgas vagonbūves rūpnīca (rusko Рижский вагоностроительный завод, v prevodu Riška tovarna vagonov) je nekdanji proizvajalec tirnih vozil v Rigi.

## Zgodovina
Podjetje je leta 1895 ustanovil ruski industrialec avstrijskega porekla Oskar Ivanovič Freywirth kot delniško družbo Fēnikss. Do prve svetovne vojne, ko so proizvodnjo evakuirali v Tver, je postalo ena največjih tovarn vagonov v Ruskem imperiju, poleg tovornih in potniških vagonov pa so izdelovali tudi železniške platforme in kmetijsko mehanizacijo.
Postroj za gradnjo vagonov, ki je ostal v Rigi, je zadostoval za obnovitev proizvodnje v novoustanovljeni Latvijski republiki. Med veliko depresijo je podjetje zapadlo v krizo in bilo leta 1936 likvidirano, nato pa postalo last podjetja Vairogs, kjer so po Fordovi licenci izdelovali avtomobile, tovornjake in avtobuse Ford-Vairogs.
Sovjetska vlada je podjetje nacionalizirala in poimenovala Rižskij gosudarstvennyj vagonostroitel'nyj zavod. V Sovjetski zvezi je bila tovarna eden največjih proizvajalcev veččlenskih tirnih vozil, predvsem električnih in dizelskih vlakov ter tramvajev. Poleg domačega tržišča so vlake izvažali v Bolgarijo in Jugoslavijo. Najbolj množično izdelane serije so bile elektromotorne garniture ER1, ER2, ER9 in ER22 ter tramvaji RVR-6, razvili pa so tudi prvi hitri vlak v ZSSR, ER200. V določenih obdobjih je tovarna proizvajala tudi izdelke za široko potrošnjo, kot so hladilniki.
Po obnovitvi neodvisnosti Latvije se je obrat leta 1993 preoblikoval v delniško družbo Rīgas vagonbūves rūpnīca v državni lasti. Obseg proizvodnje je po razpadu ZSSR upadel in leta 1998 je bila družba razglašena za plačilno nesposobno, nakar so jo po delih privatizirali.
Leta 2003 je izvozila zadnjo garnituro v Gruzijo, zatem je večinoma sprejemala naročila za modernizacijo in popravila svojih obstoječih garnitur. Po več spremembah lastništva je leta 2017 tovarna šla v stečaj.

## Izdelki

### Vlaki
| Slika | Serija    | Obdobje proizvodnje | Opombe |
| ----- | --------- | ------------------- | --- |
|       | SR        | 1947–1958           | Elektromotorna garnitura na enosmerno napetost 1,5 kV in 3 kV, kakršne so že izdelovali v tovarnah v Moskvi in Mitiščih. Leta 1952 so predstavili modificirano različico SR3.                                                                  |
|       | ER1       | 1957–1962           | Elektromotorna garnitura na enosmerno napetost 3 kV. |
|       | ER7       | 1959–1961           | Prva sovjetska elektromotorna garnitura za omrežje z izmenično napetostjo 25 kV. Izdelana v štirih primerkih. Po predelavi na silicijeve usmernike (namesto živosrebrnih) je prejela oznako ER7K.                                              |
|       | ER10      | 1960–1961           | Elektromotorna garnitura na enosmerno napetost 3 kV, z dodatnim parom vrat na vsakem členu namenjena primestnim progam. Izdelanih je bilo šest štiričlenskih garnitur, kasneje združenih v tri osemvagonske.                                   |
|       | ER9       | 1961–2002           | Elektromotorna garnitura na izmenično napetost 25 kV, naslednja razvojna stopnja serije ER7. Poleg osnovne različice so serijsko proizvajali modifikacije ER9P, ER9M, ER9E, ER9T.                                                              |
|       | ER2       | 1962–1984           | Elektromotorna garnitura na enosmerno napetost 3 kV, naslednica serije ER1. Po letu 1974 je zaobljeno obliko kabine nadomestila ravna različica.                                                                                               |
|       | DR1       | 1963–1998           | Prva sovjetska serijska dizelmotorna garnitura. Poleg osnovne različice so serijsko izdelovali modifikacije DR1P, DR1A, DR1B. |
|       | ER22      | 1964–1976           | Elektromotorna garnitura za enosmerno napetost 3 kV, posodobljena različica ER10. V zadnjih letih proizvodnje sta bila izdelana dva vlaka modifikacije ER22M in dva vlaka modifikacije ER22V                                                   |
|       | ER25      | 1970–1979           | Elektromotorna garnitura na izmenično napetost 25 kV, namenjena izvozi in dobavi Bolgarskim državnim železnicam (BDŽ). Te so mu dodelile serijsko oznako 32.                                                                                   |
|       | ER2R ER2T | 1979–1987 1987–2003 | Elektromotorna garnitura na enosmerno napetost 3 kV z regenerativno-reostatskim zaviranjem. Ustvarjen na podlagi elektroopreme serije ER22V in karoserij členov, podobnih seriji ER2. Serija ER2T je izboljšana različica ER2R.                |
|       | ER31      | 1980–1990           | Elektromotorna garnitura na izmenično napetost 25 kV, izdelana za izvoz v Jugoslavijo. Pri Jugoslovanskih železnicah je dobil oznako 412/416. Po razpadu Jugoslavije so se garniture razdelile med srbske, črnogorske in makedonske železnice. |
|       | ER33      | 1990–1992           | Elektromotorna garnitura na izmenično napetost 25 kV, namenjena bolgarskim železnicam. Naslednica serije ER25 oziroma poenostavljena izvedba ER31. Po sistemu BDŽ je prejel serijsko oznako 33.                                                |
|       | ER35      | 1995–1996           | Različica serije ER31 z močnejšimi motorji. Za Železnice Srbije so bile izdelane tri takšne garniture, ki so prejele oznake 412/416-1xx. |

#### Prototipi
| Slika | Serija | Leto proizvodnje    | Opombe |
| ----- | ------ | ------------------- | --- |
|       | ER6    | 1959                | Poskusna garnitura na enosmerni tok z regenerativno-reostatskim zaviranjem, izdelana v enem primerku za preizkušnjo tega zavornega sistema. |
|       | ER11   | 1965                | Poskusna garnitura, podobna seriji ER22, na izmenični tok. Izdelana v enem primerku. |
|       | AR1    | 1969                | Tirni avtobus (enočlenska garnitura) na dizelski pogon. Izdelan v dveh primerkih. |
|       | ER200  | 1974–1984 1991–1994 | Edini hitri vlak, proizveden v ZSSR. Namenjen je bil vožnji med Sankt Peterburgom in Moskvo. Izdelani sta bili dve garnituri: prva je začela voziti v rednem prometu leta 1984, druga pa 1996. Leta 2009 so ju zamenjale nove garniture Siemens Velaro RUS, znane kot »sapsani«. |
|       | ER12   | 1976–1981           | Poskusna garnitura na enosmerni tok s tiristorsko-impulznim krmilnim sistemom. Izdelana v treh primerkih. |
|       | ER29   | 1985                | Poskusna garnitura na izmenični tok s tiristorsko-impulznim krmilnim sistemom in povečanimi okvirji vrat. Izdelana v enem primerku. |
|       | AR2    | 1997                | Tirni avtobus, izdelan v dveh primerkih. |

#### Načrtovane neizdelane serije
- ER5 (1958)
- ER24 (1980)
- ER30 (1985)

### Tramvaji
| Slika | Model                       | Obdobje proizvodnje      | Opombe |
| ----- | --------------------------- | ------------------------ | --- |
|       | MTV-82                      | 1947–1961                | MTV (v ruščini МТВ) je okrajšava za Moskovskij Tramvajnij Vagon, saj so jih sprva proizvajali v Moskvi, v Rigi pa šele po letu 1949. Skupaj je bilo izdelanih 1755 enot. |
|       | RVR-50 RVR-51 RVR-55 RVR-57 | 1950 1951 1955–1956 1957 | Prototipi za tramvaj RVR-6, izdelani v malo (enem do desetih) primerkih.                                                                                                 |
|       | RVR-6                       | 1960–1987                | Izdelovali so ga v treh različicah: RVR-6 (do 1966, 918 enot), RVR-6M (1966-1974, 1988 enot) in RVR-6M2 (od 1974, 3110 enot).                                            |

#### Načrtovani modeli
| Slika | Model | Leto proizvodnje | Opombe |
| ----- | ----- | ---------------- | --- |
|       | RVR-7 | 1976–1985        | Izdelan v skupaj 19 primerkih. Ker se je na preizkusih izkazal za nezanesljivega, so razvoj ustavili.                     |
|       | TR-1  | 1988             | Prvi sovjetski zglobni tramvaj. Izdelan je bil v enem primerku, nato pa je njegov razvoj prekinil razpad Sovjetske zveze. |
|       | TR-2  | 1994             | Poskus oživitve projekta TR-1. Izdelan v dveh primerkih.                                                                  |